# (19127) Olegefremov
(19127) Olegefremov est un astéroïde de la ceinture principale aréocroiseur.

## Description
(19127) Olegefremov est un astéroïde aréocroiseur. Il présente une orbite caractérisée par un demi-grand axe de 2,17 UA, une excentricité de 0,32 et une inclinaison de 5,2° par rapport à l'écliptique.

## Compléments